# Jere Uronen

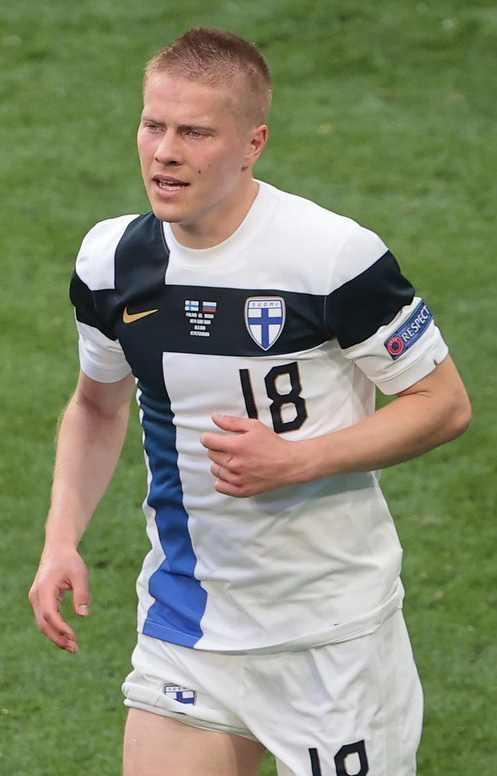
Jere Uronen em 2021

Jere Uronen (Turku - 13 de julho de 1994) é um futebolista profissional finlandês que joga como zagueiro no Schalke 04, emprestado pelo Brest, e na seleção nacional da Finlândia.

Uronen nasceu em Turku, Finlândia . Ele começou sua carreira de clube sênior jogando pelo TPS, antes de assinar com o Helsingborgs IF aos 17 anos em 2012, fez sua estreia internacional pela Finlândia em maio de 2012, aos 17 anos, e desde então teve mais de 40 internacionalizações, incluindo as eliminatórias para a Copa do Mundo da FIFA de 2014 e 2018. Ele foi um membro regular da seleção nacional em jogos de qualificação para o UEFA Euro 2020 e ajudou a Finlândia a garantir seu primeiro lugar na fase de grupos do Campeonato Europeu de Futebol.
Em janeiro de 2016, o Uronen assinou contrato com o clube belga Genk. Ele fez sua estreia na Primeira Divisão A belga em 13 de março de 2016, em uma partida contra o Oostende .

## Seleção finlandesa
Ele foi escolhido para representar a Finlândia Sub-21 em uma partida de qualificação contra a Eslovênia em 8 de agosto de 2011, apenas com 17 anos de idade.

Em 26 de maio de 2012, ele fez sua estréia na seleção da Finlândia, jogando os minutos inteiros na vitória por 3 a 2 sobre a Turquia, tornando-se o terceiro jogador mais jovem da história da seleção nacional. Uronen fez sua estreia nas eliminatórias para a Copa do Mundo da FIFA em 12 de outubro de 2012, quando Mixu Paatelainen o escolheu como onze titular para uma partida contra a Geórgia . Ele fez seu primeiro gol internacional em um amistoso contra a Bielo - Rússia no Estádio de Tampere em 9 de junho de 2018.
Uronen foi convocado para o amistoso pré-torneio da UEFA Euro 2020 contra a Suécia em 29 de maio de 2021.
As of match played on 16 June 2021. Scores and results list Finland's goal tally first.
| #  | Date        | Venue                             | Opponent     | Score | Result | Competition |
| -- | ----------- | --------------------------------- | ------------ | ----- | ------ | ----------- |
| 1. | 9 June 2018 | Tampere Stadium, Tampere, Finland | Bielorrússia | 1–0   | 2–0    | Friendly    |

## Honras
- Svenska Supercupen : 2012

- Primeira Divisão A da Bélgica : 2018–19
- Copa da Bélgica : 2020–21[9]

- Veikkausliiga Setembro All Star Team: 2011[10]